# Province d'El Jadida
La province d'El Jadida est une subdivision à dominante rurale de la région marocaine de Casablanca-Settat. Elle tire son nom de son chef-lieu, El Jadida.

## Histoire
La province d'El Jadida a été créée en 1967 – décret royal no 701-66 du 10 juillet – par démembrement de la province de Casablanca.

## Économie

### Tourisme
La province d'El Jadida s'étend sur plus de 150 km de côte. Plusieurs plages sont des destinations touristiques, fréquentées par les surfeurs et les amoureux de la mer, celle de Sidi Bouzid est la plus connue dans tout le pays.
Les plages les plus connues sont : 
- Deauville (centre-ville d'El Jadida) ;
- Al Haouzia (à 2 km au nord) ;
- Sidi Bouzid (à 3 km au sud).

La plage de Sidi Bouzid est une station balnéaire, limitrophe d'El Jadida. Elle attire chaque année des milliers de vacanciers, venus soit d'El Jadida, soit d'autres villes marocaines ou même de l'étranger.

## Démographie
| 1994    | 2004      | 2006      |
| ------- | --------- | --------- |
| 970 894 | 1 103 032 | 1 128 098 |